# Cynoglossum spelaeum
Cynoglossum spelaeum är en strävbladig växtart som beskrevs av O.M. Hilliard och B.L. Burtt. Cynoglossum spelaeum ingår i släktet hundtungor, och familjen strävbladiga växter. Inga underarter finns listade i Catalogue of Life.